# Dendrobium moquetteanum
Dendrobium moquetteanum är en orkidéart som beskrevs av Johannes Jacobus Smith. Dendrobium moquetteanum ingår i släktet Dendrobium, och familjen orkidéer. Inga underarter finns listade i Catalogue of Life.